# Manning, Alberta
För andra betydelser, se Manning.
Manning är en ort i Kanada.   Den ligger i provinsen Alberta, i den centrala delen av landet, 3 100 km väster om huvudstaden Ottawa. Manning ligger 475 meter över havet och antalet invånare är 1 359.
Terrängen runt Manning är platt. Trakten runt Manning är nära nog obefolkad, med mindre än två invånare per kvadratkilometer.. Det finns inga andra samhällen i närheten.
Trakten runt Manning består till största delen av jordbruksmark.